# Hypercompe obtecta
Hypercompe obtecta là một loài bướm đêm thuộc phân họ Arctiinae, họ Erebidae.